# Boliviaans voetbalelftal (mannen)
Het Boliviaans voetbalelftal is een team van voetballers dat Bolivia vertegenwoordigt bij internationale wedstrijden en competities. De nationale ploeg, bijgenaamd La Verde speelde op 12 oktober 1926 de allereerste officiële interland uit de geschiedenis van het Zuid-Amerikaanse land. In Santiago werd met 7-1 verloren van gastland Chili bij de strijd om de Copa América, onder meer door vier treffers van de Chileense aanvaller David Arellano.

## Deelname aan internationale toernooien

### Wereldkampioenschap
Bolivia deed op het eerste wereldkampioenschap voetbal mee. De teams werden deze editie uitgenodigd door de FIFA. Bolivia hoefde zich voor dit toernooi dus niet te kwalificeren. Ze speelden op 17 juli 1930 hun eerste groepsduel tegen Joegoslavië en verloren met 0–4. Dezelfde uitslag stond ook aan het eind van de tweede wedstrijd op het scorebord. Ditmaal werd verloren van Brazilië. Ook in 1950 hoefde Bolivia zich eigenlijk niet te kwalificeren. Argentinië trok zich terug uit de groep waardoor Bolivia zich automatisch plaatste. Op het eindtoernooi zegden veel ploegen af. Bolivia kwam in een poule met alleen Uruguay terecht. Door de 0–8 nederlaag werd Bolivia laatste.
Ook in 1994 mocht Bolivia deelnemen aan het eindtoernooi, maar ditmaal wist de ploeg kwalificatie op eigen kracht af te dwingen. De selectie deed dat onder leiding van de kleurrijke Bask Xabier Azkargorta, bijgenaamd Grote Snor. Hij zette een indrukwekkende WK-kwalificatiereeks neer. In de flinterdunne lucht van La Paz, de hoogst gelegen hoofdstad ter wereld, deden La Verde hun tegenstanders uit Brazilië, Uruguay, Ecuador en Venezuela letterlijk naar lucht happen. Bolivia won op 3.600 meter hoogte vrij eenvoudig zijn vier thuiswedstrijden in de voorronde en sprokkelde elders de resterende drie punten bijeen, die voldoende waren voor de eerste WK-kwalificatie in de historie van het armste volk van Zuid-Amerika.
De Boliviaanse hoop in Amerika was grotendeels gevestigd op sterspeler Marco Etcheverry, die op dat moment werd gezien als een van de grootste voetballers van Latijns-Amerika. El Diablo, oftewel De Duivelskunstenaar, moest zich zeven maanden voorafgaand aan het toernooi laten opereren aan een knie en speelde sindsdien geen wedstrijd meer. In de openingswedstrijd tegen titelverdediger Duitsland, gespeeld op vrijdag 17 juni 1994, viel Etcheverry in de 79ste minuut in voor Luis Ramallo, waarna hij drie minuten later de rode kaart kreeg van de Mexicaanse scheidsrechter Arturo Brizio Carter wegens een overtredig op Lothar Matthäus. Duitsland won de wedstrijd met 1–0 door een treffer van Jürgen Klinsmann in de 61ste minuut. De tuchtcommissie van de FIFA strafte Etcheverry voor twee wedstrijden. Bovendien kreeg de bond van Bolivia een boete van omgerekend zevenduizend gulden opgelegd. Daarmee was voor Etcheverry het toernooi meteen voorbij, want in de resterende duels tegen Zuid-Korea (0–0) en Spanje (1–3) wisten de Bolivianen niet te winnen, waardoor voortijdige uitschakeling een feit was. Erwin Sánchez was de enige die scoorde tijdens de eindronde.
Doordat Bolvia in 1997 finalist was bij de strijd om de Copa América in eigen land, mocht de ploeg in 1999 deelnemen aan de Confederations Cup. De Zuid-Amerikanen speelden tegen Egypte (2–2), Saoedi-Arabië (0–0) en Mexico (0–1).

#### Strafpunten
In de kwalificatiereeks voor het WK voetbal 2018 in Rusland werd Bolivia bestraft door de FIFA vanwege het opstellen van een niet-speelgerechtigde speler, Nelson Cabrera, in de wedstrijden tegen Chili (0-0) en Peru (2-0). De geboren Paraguayaan mocht volgens de wereldvoetbalbond niet uitkomen voor Bolivia. reden waarom het Zuid-Amerikaanse land vier punten in mindering kreeg plus een geldboete van 11.000 euro. Op 3 februari 2017 handhaafde de beroepscommissie van de FIFA deze sanctie. Bolivia stond op dat moment op de voorlaatste plaats in de Zuid-Amerikaanse kwalificatiepoule, met twaalf punten achterstand op Argentinië. Deze nummer vijf bezette de plek die uiteindelijk recht geeft op het spelen van barrageduels (play-offs) om alsnog deelname aan de WK-eindronde af te dwingen.

#### Resultaten
| Wereldkampioenschap voetbal overzicht | Wereldkampioenschap voetbal overzicht | Wereldkampioenschap voetbal overzicht | Wereldkampioenschap voetbal overzicht | Wereldkampioenschap voetbal overzicht | Wereldkampioenschap voetbal overzicht | Wereldkampioenschap voetbal overzicht | Wereldkampioenschap voetbal overzicht | Wereldkampioenschap voetbal overzicht |                     |
| Jaar                                  | Ronde                                 | Wed.                                  | W                                     | G                                     | V                                     | DV                                    | DT                                    | Kwal                                  |                     |
| ------------------------------------- | ------------------------------------- | ------------------------------------- | ------------------------------------- | ------------------------------------- | ------------------------------------- | ------------------------------------- | ------------------------------------- | ------------------------------------- | ------------------- |
| 1930                                  | Groepsfase                            | 2                                     | 0                                     | 0                                     | 2                                     | 0                                     | 8                                     |                                       |                     |
| 1934                                  | Geen deelname                         | Geen deelname                         | Geen deelname                         | Geen deelname                         | Geen deelname                         | Geen deelname                         | Geen deelname                         | Geen deelname                         |                     |
| 1938                                  | Geen deelname                         | Geen deelname                         | Geen deelname                         | Geen deelname                         | Geen deelname                         | Geen deelname                         | Geen deelname                         | Geen deelname                         |                     |
| 1950                                  | Groepsfase                            | 1                                     | 0                                     | 0                                     | 1                                     | 0                                     | 8                                     | (kwal.)                               |                     |
| 1954                                  | Geen deelname                         | Geen deelname                         | Geen deelname                         | Geen deelname                         | Geen deelname                         | Geen deelname                         | Geen deelname                         | Geen deelname                         |                     |
| 1958                                  | Niet gekwalificeerd                   | Niet gekwalificeerd                   | Niet gekwalificeerd                   | Niet gekwalificeerd                   | Niet gekwalificeerd                   | Niet gekwalificeerd                   | Niet gekwalificeerd                   | Niet gekwalificeerd                   |                     |
| 1962                                  | Niet gekwalificeerd                   | Niet gekwalificeerd                   | Niet gekwalificeerd                   | Niet gekwalificeerd                   | Niet gekwalificeerd                   | Niet gekwalificeerd                   | Niet gekwalificeerd                   | Niet gekwalificeerd                   |                     |
| 1966                                  | Niet gekwalificeerd                   | Niet gekwalificeerd                   | Niet gekwalificeerd                   | Niet gekwalificeerd                   | Niet gekwalificeerd                   | Niet gekwalificeerd                   | Niet gekwalificeerd                   | Niet gekwalificeerd                   |                     |
| 1970                                  | Niet gekwalificeerd                   | Niet gekwalificeerd                   | Niet gekwalificeerd                   | Niet gekwalificeerd                   | Niet gekwalificeerd                   | Niet gekwalificeerd                   | Niet gekwalificeerd                   | Niet gekwalificeerd                   |                     |
| 1974                                  | Niet gekwalificeerd                   | Niet gekwalificeerd                   | Niet gekwalificeerd                   | Niet gekwalificeerd                   | Niet gekwalificeerd                   | Niet gekwalificeerd                   | Niet gekwalificeerd                   | Niet gekwalificeerd                   |                     |
| 1978                                  | Niet gekwalificeerd                   | Niet gekwalificeerd                   | Niet gekwalificeerd                   | Niet gekwalificeerd                   | Niet gekwalificeerd                   | Niet gekwalificeerd                   | Niet gekwalificeerd                   | Niet gekwalificeerd                   |                     |
| 1982                                  | Niet gekwalificeerd                   | Niet gekwalificeerd                   | Niet gekwalificeerd                   | Niet gekwalificeerd                   | Niet gekwalificeerd                   | Niet gekwalificeerd                   | Niet gekwalificeerd                   | Niet gekwalificeerd                   |                     |
| 1986                                  | Niet gekwalificeerd                   | Niet gekwalificeerd                   | Niet gekwalificeerd                   | Niet gekwalificeerd                   | Niet gekwalificeerd                   | Niet gekwalificeerd                   | Niet gekwalificeerd                   | Niet gekwalificeerd                   |                     |
| 1990                                  | Niet gekwalificeerd                   | Niet gekwalificeerd                   | Niet gekwalificeerd                   | Niet gekwalificeerd                   | Niet gekwalificeerd                   | Niet gekwalificeerd                   | Niet gekwalificeerd                   | Niet gekwalificeerd                   |                     |
| 1994                                  | Groepsfase                            | 3                                     | 0                                     | 1                                     | 2                                     | 1                                     | 4                                     | (kwal.)                               |                     |
| 1998                                  | Niet gekwalificeerd                   | Niet gekwalificeerd                   | Niet gekwalificeerd                   | Niet gekwalificeerd                   | Niet gekwalificeerd                   | Niet gekwalificeerd                   | Niet gekwalificeerd                   | Niet gekwalificeerd                   |                     |
| 2002                                  | Niet gekwalificeerd                   | Niet gekwalificeerd                   | Niet gekwalificeerd                   | Niet gekwalificeerd                   | Niet gekwalificeerd                   | Niet gekwalificeerd                   | Niet gekwalificeerd                   | Niet gekwalificeerd                   |                     |
| 2006                                  | Niet gekwalificeerd                   | Niet gekwalificeerd                   | Niet gekwalificeerd                   | Niet gekwalificeerd                   | Niet gekwalificeerd                   | Niet gekwalificeerd                   | Niet gekwalificeerd                   | Niet gekwalificeerd                   |                     |
| 2010                                  | Niet gekwalificeerd                   | Niet gekwalificeerd                   | Niet gekwalificeerd                   | Niet gekwalificeerd                   | Niet gekwalificeerd                   | Niet gekwalificeerd                   | Niet gekwalificeerd                   | Niet gekwalificeerd                   |                     |
| 2014                                  | Niet gekwalificeerd                   | Niet gekwalificeerd                   | Niet gekwalificeerd                   | Niet gekwalificeerd                   | Niet gekwalificeerd                   | Niet gekwalificeerd                   | Niet gekwalificeerd                   | Niet gekwalificeerd                   |                     |
| 2018                                  | Niet gekwalificeerd                   | Niet gekwalificeerd                   | Niet gekwalificeerd                   | Niet gekwalificeerd                   | Niet gekwalificeerd                   | Niet gekwalificeerd                   | Niet gekwalificeerd                   | Niet gekwalificeerd                   |                     |
| 2022                                  | Niet gekwalificeerd                   | Niet gekwalificeerd                   | Niet gekwalificeerd                   | Niet gekwalificeerd                   | Niet gekwalificeerd                   | Niet gekwalificeerd                   | Niet gekwalificeerd                   | Niet gekwalificeerd                   | Niet gekwalificeerd |
| 2026                                  | Kwalificatie                          | Kwalificatie                          | Kwalificatie                          | Kwalificatie                          | Kwalificatie                          | Kwalificatie                          | Kwalificatie                          | Kwalificatie                          |                     |

| Confederations Cup overzicht | Confederations Cup overzicht | Confederations Cup overzicht | Confederations Cup overzicht | Confederations Cup overzicht | Confederations Cup overzicht | Confederations Cup overzicht | Confederations Cup overzicht | Confederations Cup overzicht |
| Jaar                         | Ronde                        | Wed.                         | W                            | G                            | V                            | DV                           | DT                           |                              |
| ---------------------------- | ---------------------------- | ---------------------------- | ---------------------------- | ---------------------------- | ---------------------------- | ---------------------------- | ---------------------------- | ---------------------------- |
| 1999                         | Groepsfase                   | 3                            | 0                            | 2                            | 1                            | 2                            | 3                            |                              |

#### Afbeeldingen

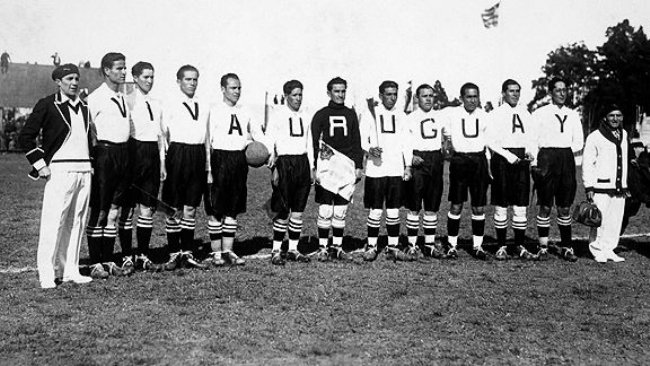
WK 1930
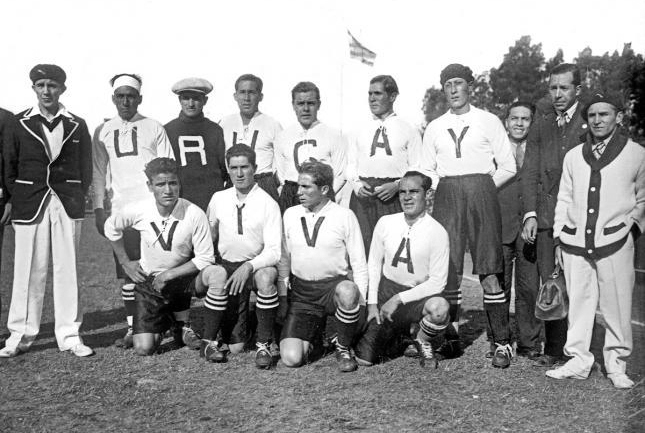
WK 1930
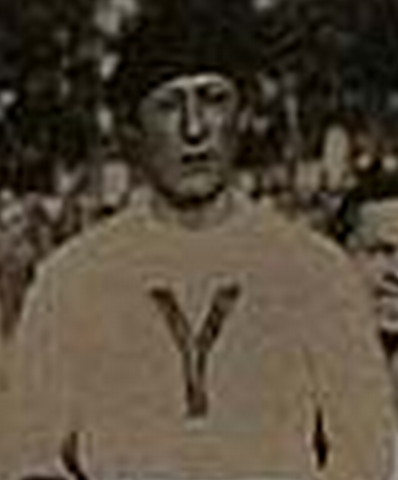
Casiano Chavarría
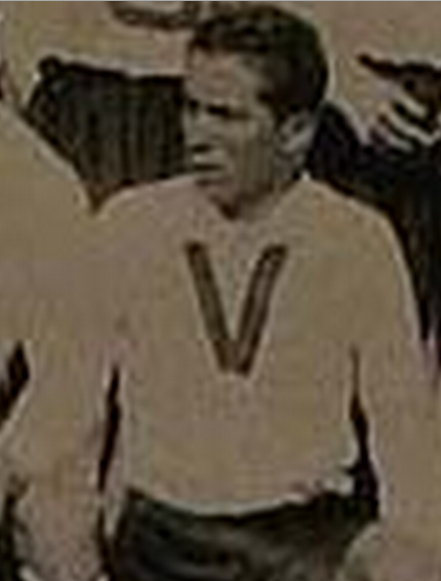
Segundo Durandal

### Copa América
Bolivia deed in 1926 voor het eerst mee aan het Zuid-Amerikaans kampioenschap. De eerste wedstrijd werd gespeeld op 12 oktober 1926 in Santiago tegen Chili. De wedstrijd werd verloren met 1–7. De enige goal voor Bolivia werd gemaakt door Teófilo Aguilar. Alle wedstrijden werden verloren en dat gebeurde ook het toernooi dat een jaar later plaatsvond. Pas in 1949 zou Bolivia voor het eerst een overwinning boeken. Dat was op 6 april tegen Chili (3–2). Het beste resultaat kwam op het toernooi van 1963. Bolivia was dat jaar gastland en won 5 van de 6 wedstrijden. Daarmee bereikte het de eerste plek. Ook toen Bolivia voor de tweede keer gastheer was bereikte het de finale. Ditmaal werd verloren, van Brazilië, met 1–3.
| Zuid-Amerikaans kampioenschap overzicht | Zuid-Amerikaans kampioenschap overzicht | Zuid-Amerikaans kampioenschap overzicht | Zuid-Amerikaans kampioenschap overzicht | Zuid-Amerikaans kampioenschap overzicht | Zuid-Amerikaans kampioenschap overzicht | Zuid-Amerikaans kampioenschap overzicht | Zuid-Amerikaans kampioenschap overzicht | Zuid-Amerikaans kampioenschap overzicht |
| Jaar                                    | Ronde                                   | Wed.                                    | W                                       | G                                       | V                                       | DV                                      | DT                                      |                                         |
| --------------------------------------- | --------------------------------------- | --------------------------------------- | --------------------------------------- | --------------------------------------- | --------------------------------------- | --------------------------------------- | --------------------------------------- | --------------------------------------- |
| 1926                                    | Vijfde                                  | 4                                       | 0                                       | 0                                       | 4                                       | 2                                       | 24                                      |                                         |
| 1927                                    | Vierde                                  | 3                                       | 0                                       | 0                                       | 3                                       | 3                                       | 19                                      |                                         |
| 1929                                    | Geen deelname                           | Geen deelname                           | Geen deelname                           | Geen deelname                           | Geen deelname                           | Geen deelname                           | Geen deelname                           |                                         |
| 1935                                    | Geen deelname                           | Geen deelname                           | Geen deelname                           | Geen deelname                           | Geen deelname                           | Geen deelname                           | Geen deelname                           |                                         |
| 1937                                    | Geen deelname                           | Geen deelname                           | Geen deelname                           | Geen deelname                           | Geen deelname                           | Geen deelname                           | Geen deelname                           |                                         |
| 1939                                    | Geen deelname                           | Geen deelname                           | Geen deelname                           | Geen deelname                           | Geen deelname                           | Geen deelname                           | Geen deelname                           |                                         |
| 1941                                    | Geen deelname                           | Geen deelname                           | Geen deelname                           | Geen deelname                           | Geen deelname                           | Geen deelname                           | Geen deelname                           |                                         |
| 1942                                    | Geen deelname                           | Geen deelname                           | Geen deelname                           | Geen deelname                           | Geen deelname                           | Geen deelname                           | Geen deelname                           |                                         |
| 1945                                    | Zesde                                   | 6                                       | 0                                       | 2                                       | 4                                       | 3                                       | 16                                      |                                         |
| 1946                                    | Zesde                                   | 5                                       | 0                                       | 0                                       | 5                                       | 4                                       | 23                                      |                                         |
| 1947                                    | Zevende                                 | 7                                       | 0                                       | 2                                       | 5                                       | 2                                       | 19                                      |                                         |
| 1949                                    | Vierde                                  | 7                                       | 4                                       | 0                                       | 3                                       | 13                                      | 24                                      |                                         |
| 1953                                    | Zesde                                   | 6                                       | 1                                       | 1                                       | 4                                       | 6                                       | 15                                      |                                         |
| 1955                                    | Geen deelname                           | Geen deelname                           | Geen deelname                           | Geen deelname                           | Geen deelname                           | Geen deelname                           | Geen deelname                           |                                         |
| 1956                                    | Geen deelname                           | Geen deelname                           | Geen deelname                           | Geen deelname                           | Geen deelname                           | Geen deelname                           | Geen deelname                           |                                         |
| 1957                                    | Geen deelname                           | Geen deelname                           | Geen deelname                           | Geen deelname                           | Geen deelname                           | Geen deelname                           | Geen deelname                           |                                         |
| 1959                                    | Zevende                                 | 6                                       | 0                                       | 1                                       | 5                                       | 4                                       | 23                                      |                                         |
| 1959                                    | Geen deelname                           | Geen deelname                           | Geen deelname                           | Geen deelname                           | Geen deelname                           | Geen deelname                           | Geen deelname                           |                                         |
| 1963                                    | Kampioen                                | 6                                       | 5                                       | 1                                       | 0                                       | 19                                      | 13                                      |                                         |
| 1967                                    | Zesde                                   | 5                                       | 0                                       | 1                                       | 4                                       | 0                                       | 9                                       |                                         |

| Copa América overzicht | Copa América overzicht | Copa América overzicht | Copa América overzicht | Copa América overzicht | Copa América overzicht | Copa América overzicht | Copa América overzicht | Copa América overzicht |
| Jaar                   | Ronde                  | Wed.                   | W                      | G                      | V                      | DV                     | DT                     |                        |
| ---------------------- | ---------------------- | ---------------------- | ---------------------- | ---------------------- | ---------------------- | ---------------------- | ---------------------- | ---------------------- |
| 1975                   | Groepsfase             | 4                      | 1                      | 0                      | 3                      | 3                      | 9                      |                        |
| 1979                   | Groepsfase             | 4                      | 2                      | 0                      | 2                      | 4                      | 7                      |                        |
| 1983                   | Groepsfase             | 4                      | 0                      | 2                      | 2                      | 4                      | 6                      |                        |
| 1987                   | Groepsfase             | 2                      | 0                      | 1                      | 1                      | 0                      | 2                      |                        |
| 1989                   | Groepsfase             | 4                      | 0                      | 2                      | 2                      | 0                      | 8                      |                        |
| 1991                   | Groepsfase             | 4                      | 0                      | 2                      | 2                      | 2                      | 7                      |                        |
| 1993                   | Groepsfase             | 3                      | 0                      | 2                      | 1                      | 1                      | 2                      |                        |
| 1995                   | Kwartfinale            | 4                      | 1                      | 1                      | 2                      | 5                      | 6                      |                        |
| 1997                   | Tweede                 | 6                      | 5                      | 0                      | 1                      | 10                     | 5                      |                        |
| 1999                   | Groepsfase             | 3                      | 0                      | 2                      | 1                      | 5                      | 5                      |                        |
| 2001                   | Groepsfase             | 3                      | 0                      | 0                      | 3                      | 0                      | 7                      |                        |
| 2004                   | Groepsfase             | 3                      | 0                      | 2                      | 1                      | 3                      | 4                      |                        |
| 2007                   | Groepsfase             | 3                      | 0                      | 2                      | 1                      | 2                      | 3                      |                        |
| 2011                   | Groepsfase             | 3                      | 0                      | 1                      | 2                      | 1                      | 5                      |                        |
| 2015                   | Kwartfinale            | 4                      | 1                      | 1                      | 2                      | 4                      | 10                     |                        |
| 2016                   | Groepsfase             | 3                      | 0                      | 0                      | 3                      | 2                      | 7                      |                        |
| 2019                   | Groepsfase             | 3                      | 0                      | 0                      | 3                      | 2                      | 9                      |                        |
| 2021                   | Groepsfase             | 4                      | 0                      | 0                      | 4                      | 2                      | 10                     |                        |
| 2024                   | Groepsfase             | 3                      | 0                      | 0                      | 3                      | 1                      | 10                     |                        |

## FIFA-wereldranglijst[2]
| 1993 | 1994 | 1995 | 1996 | 1997 | 1998 | 1999 | 2000 | 2001 | 2002 | 2003 | 2004 | 2005 | 2006 | 2007 | 2008 | 2009 | 2010 | 2011 | 2012 | 2013 | 2014 | 2015 | 2016 | 2017 | 2018 |
| ---- | ---- | ---- | ---- | ---- | ---- | ---- | ---- | ---- | ---- | ---- | ---- | ---- | ---- | ---- | ---- | ---- | ---- | ---- | ---- | ---- | ---- | ---- | ---- | ---- | ---- |
| 58   | 44   | 53   | 39   | 24   | 61   | 61   | 65   | 70   | 92   | 99   | 94   | 96   | 101  | 108  | 58   | 56   | 97   | 108  | 42   | 70   | 85   | 68   | 95   | 49   | 59   |

## Huidige selectie
De volgende spelers werden opgeroepen voor de WK-kwalificatiewedstrijden tegen  Colombia en  Argentinië op 24 en 29 maart 2016.
Interlands en doelpunten bijgewerkt tot en met de WK-kwalificatiewedstrijd tegen  Argentinië (0–2) op 29 maart 2016.
| №           | Naam                    | Wed. | Dlpnt. | Club                |
| ----------- | ----------------------- | ---- | ------ | ------------------- |
| Doel        |                         |      |        |                     |
|             | Romel Quiñónez          | 13   | 0      | Club Bolívar        |
|             | Carlos Lampe            | 4    | 0      | Sport Boys          |
|             | Gustavo Salvatierra     | 0    | 0      | Jorge Wilstermann   |
| Verdediging |                         |      |        |                     |
|             | Luis Alberto Gutiérrez  | 41   | 0      | Ironi Kiryat Shmona |
|             | Marvin Bejarano         | 26   | 0      | Oriente Petrolero   |
|             | Edward Zenteno          | 25   | 0      | Jorge Wilstermann   |
|             | Ronald Eguino           | 15   | 0      | Club Bolívar        |
|             | Diego Bejarano          | 12   | 1      | The Strongest       |
|             | Ignacio García          | 11   | 0      | Nacional Potosí     |
|             | Leonel Morales          | 10   | 0      | Sport Boys          |
|             | Fernando Marteli        | 5    | 0      | The Strongest       |
|             | Cristian Coimbra        | 3    | 0      | Blooming            |
|             | Erwin Saavedra          | 3    | 0      | Club Bolívar        |
| Middenveld  |                         |      |        |                     |
|             | Rudy Cardozo            | 37   | 4      | Club Bolívar        |
|             | Jhasmani Campos         | 33   | 2      | Kazma SC            |
|             | Alejandro Chumacero     | 31   | 2      | The Strongest       |
|             | Danny Bejarano          | 16   | 0      | Club Bolívar        |
|             | Damian Lizio            | 10   | 2      | Botafogo            |
|             | Martin Smedberg-Dalence | 8    | 1      | Göteborg            |
|             | Jaime Arrascaita        | 6    | 1      | Club Bolívar        |
|             | Samuel Galindo          | 4    | 0      | Oriente Petrolero   |
|             | Fernando Saucedo        | 1    | 0      | Jorge Wilstermann   |
| Aanval      |                         |      |        |                     |
|             | Juan Carlos Arce        | 49   | 8      | Club Bolívar        |
|             | Rodrigo Ramallo         | 8    | 2      | The Strongest       |
|             | Yasmani Duk             | 6    | 1      | New York Cosmos     |
|             | Miguel Suárez           | 3    | 1      | Jorge Wilstermann   |
|             | Carmelo Algarañaz       | 0    | 0      | Oriente Petrolero   |
|             | Dustin Maldonado        | 0    | 0      | Real Potosí         |

### Recente toernooiselectie
In mei 2015 nam bondscoach Mauricio Soria de volgende drieëntwintig spelers mee naar de Copa América 2015.
Interlands en doelpunten bijgewerkt tot en met de verloren kwartfinale tegen  Peru (1–3) op 25 juni 2015.
| №           | Naam                    | Wed. | Dlpnt. | Club                   |
| ----------- | ----------------------- | ---- | ------ | ---------------------- |
| Doel        |                         |      |        |                        |
| 1           | Romel Quiñónez          | 12   | 0      | Club Bolívar           |
| 23          | Hugo Suárez             | 12   | 0      | Club Blooming          |
| 12          | José Peñarrieta         | 0    | 0      | Club Petrolero         |
| Verdediging |                         |      |        |                        |
| 16          | Ronald Raldes           | 86   | 2      | Oriente Petrolero      |
| 17          | Marvin Bejarano         | 24   | 0      | Oriente Petrolero      |
| 14          | Edemir Rodríguez        | 18   | 0      | Club Bolívar           |
| 22          | Edward Zenteno          | 19   | 0      | Club Jorge Wilstermann |
| 5           | Ronald Eguino           | 9    | 0      | Club Bolívar           |
| 2           | Miguel Hurtado          | 6    | 0      | Club Blooming          |
| 4           | Leonel Morales          | 7    | 0      | Club Blooming          |
| 21          | Cristian Coimbra        | 3    | 0      | Club Blooming          |
| Middenveld  |                         |      |        |                        |
| 20          | Jhasmani Campos         | 29   | 2      | Club Bolívar           |
| 3           | Alejandro Chumacero     | 25   | 1      | The Strongest          |
| 10          | Pablo Escobar           | 20   | 3      | The Strongest          |
| 19          | Wálter Veizaga          | 12   | 0      | The Strongest          |
| 6           | Danny Bejarano          | 12   | 0      | Panetolikos            |
| 13          | Damir Miranda           | 6    | 0      | Club Bolívar           |
| 11          | Damián Lizio            | 6    | 1      | O'Higgins              |
| 8           | Martin Smedberg-Dalence | 6    | 1      | IFK Göteborg           |
| 15          | Sebastián Gamarra       | 1    | 0      | AC Milan               |
| Aanval      |                         |      |        |                        |
| 9           | Marcelo Moreno          | 54   | 15     | Changchun Yatai        |
| 18          | Ricardo Pedriel         | 20   | 3      | Mersin İdman Yurdu     |
| 7           | Alcides Peña            | 16   | 1      | Oriente Petrolero      |

## Bondscoaches
| Naam                   | Van  | Tot  | Duels | W  | G  | V  |
| ---------------------- | ---- | ---- | ----- | -- | -- | -- |
| Jorge Luis Valderrama  | 1927 | 1927 | 3     | 0  | 0  | 3  |
| Ulises Saucedo         | 1930 | 1930 | 2     | 0  | 0  | 2  |
| Julio Borelli          | 1945 | 1945 | 6     | 0  | 2  | 4  |
| Diógenes Lara          | 1946 | 1947 | 12    | 0  | 2  | 10 |
| Rafael Méndez          | 1947 | 1947 |       |    |    |    |
| Felix Deheza           | 1949 | 1949 | 7     | 4  | 0  | 3  |
| Mario Pretto           | 1950 | 1950 | 3     | 1  | 0  | 2  |
| Cesar Vicino           | 1953 | 1953 | 6     | 1  | 2  | 3  |
| Vicente Arraya         | 1959 | 1959 | 6     | 0  | 1  | 5  |
| Renato Panay           | 1961 | 1961 | 2     | 0  | 1  | 1  |
| Danilo Alvim           | 1963 | 1963 | 8     | 5  | 1  | 2  |
| Freddy Valda           | 1965 | 1965 | 4     | 1  | 0  | 3  |
| Carlos Trigo           | 1967 | 1967 | 5     | 0  | 1  | 4  |
| Freddy Valda           | 1969 | 1969 | 4     | 0  | 2  | 2  |
| Rubén Saldaña          | 1972 | 1972 | 4     | 0  | 2  | 2  |
| Freddy Valda           | 1973 | 1973 |       |    |    |    |
| Carlos Trigo           | 1973 | 1973 | 6     | 1  | 0  | 5  |
| Freddy Valda           | 1975 | 1975 |       |    |    |    |
| Wilfredo Camacho       | 1977 | 1977 | 7     | 2  | 0  | 5  |
| Isaac Álvarez          | 1977 | 1977 |       |    |    |    |
| Edward Vibra           | 1977 | 1977 | 1     | 0  | 0  | 1  |
| Ramiro Blacutt         | 1979 | 1981 | 22    | 6  | 4  | 12 |
| Rubén Saldaña          | 1981 | 1981 | 1     | 0  | 0  | 1  |
| Wilfredo Camacho       | 1983 | 1983 | 8     | 1  | 2  | 5  |
| Carlos Rodríguez       | 1985 | 1985 | 5     | 1  | 0  | 4  |
| Raúl Pino              | 1985 | 1985 | 6     | 1  | 3  | 2  |
| Osvaldo Nito           | 1987 | 1987 | 4     | 0  | 1  | 3  |
| Jorge Habegger         | 1989 | 1989 | 14    | 4  | 3  | 7  |
| Ramiro Blacutt         | 1991 | 1991 | 6     | 0  | 3  | 3  |
| Xabier Azkargorta      | 1993 | 1994 | 37    | 10 | 14 | 13 |
| Víctor Barrientos      | 1993 | 1993 |       |    |    |    |
| Antonio López          | 1995 | 1995 | 10    | 2  | 5  | 3  |
| Dušan Drašković        | 1996 | 1996 | 15    | 5  | 4  | 6  |
| Antonio López          | 1996 | 1997 | 22    |    |    |    |
| Héctor Veira           | 1999 | 1999 | 16    | 1  | 9  | 6  |
| Carlos Aragonés        | 2000 | 2001 | 22    | 4  | 5  | 13 |
| Jorge Habegger         | 2001 | 2001 | 3     | 0  | 1  | 2  |
| Carlos Trucco          | 2001 | 2002 | 6     | 1  | 2  | 3  |
| Vladimir Soria         | 2002 | 2002 |       |    |    |    |
| Walter Roque           | 2003 | 2003 |       |    |    |    |
| Dalcio Giovagnoli      | 2003 | 2003 |       |    |    |    |
| Nelson Acosta          | 2003 | 2004 | 7     | 3  | 0  | 4  |
| Ramiro Blacutt         | 2004 | 2004 | 10    | 2  | 3  | 5  |
| Ovidio Mezza           | 2004 | 2005 | 7     | 1  | 1  | 5  |
| Erwin Sánchez          | 2006 | 2009 | 33    | 9  | 7  | 17 |
| Eduardo Villegas       | 2009 | 2010 |       |    |    |    |
| Gustavo Quinteros      | 2010 | 2012 |       |    |    |    |
| Xabier Azkargorta      | 2012 | 2014 |       |    |    |    |
| Mauricio Soria         | 2014 | 2014 |       |    |    |    |
| Néstor Clausen         | 2014 | 2014 |       |    |    |    |
| Mauricio Soria         | 2014 | 2015 |       |    |    |    |
| Julio César Baldivieso | 2015 | 2016 |       |    |    |    |
| Guillermo Hoyos        | 2016 |      |       |    |    |    |

## Statistieken
- Bijgewerkt tot en met de WK-kwalificatiewedstrijd tegen  Paraguay (1–0) op 15 november 2016.

| Tegenstander                   | Wed. | W  | G  | V  | DV | DT  | DS  | Details |
| ------------------------------ | ---- | -- | -- | -- | -- | --- | --- | ------- |
| Argentinië                     | 37   | 6  | 5  | 26 | 32 | 98  | –66 | details |
| Brazilië                       | 28   | 5  | 3  | 20 | 25 | 96  | –71 | details |
| Bulgarije                      | 1    | 0  | 0  | 1  | 1  | 3   | –2  | details |
| Chili                          | 43   | 6  | 10 | 27 | 44 | 106 | –62 | details |
| Colombia                       | 28   | 6  | 9  | 13 | 29 | 43  | –14 | details |
| Costa Rica                     | 3    | 0  | 1  | 2  | 1  | 7   | –6  | details |
| Cuba                           | 1    | 1  | 0  | 0  | 1  | 0   | +1  | details |
| Duitse Democratische Republiek | 1    | 1  | 0  | 0  | 2  | 1   | +1  | details |
| Ecuador                        | 31   | 6  | 12 | 13 | 34 | 54  | –20 | details |
| Egypte                         | 1    | 0  | 1  | 0  | 2  | 2   | 0   | details |
| El Salvador                    | 4    | 1  | 2  | 1  | 8  | 6   | +2  | details |
| Finland                        | 2    | 1  | 1  | 0  | 5  | 2   | +3  | details |
| Duitsland                      | 1    | 0  | 0  | 1  | 0  | 1   | –1  | details |
| Griekenland                    | 2    | 0  | 1  | 1  | 1  | 2   | –1  | details |
| Guatemala                      | 5    | 1  | 1  | 3  | 5  | 7   | –2  | details |
| Guyana                         | 1    | 1  | 0  | 0  | 2  | 0   | +2  | details |
| Haïti                          | 2    | 2  | 0  | 0  | 11 | 3   | +8  | details |
| Honduras                       | 5    | 2  | 2  | 1  | 4  | 3   | +1  | details |
| Hongarije                      | 2    | 0  | 0  | 2  | 2  | 9   | –7  | details |
| Ierland                        | 3    | 0  | 1  | 2  | 1  | 5   | –4  | details |
| IJsland                        | 1    | 0  | 0  | 1  | 0  | 1   | –1  | details |
| Jamaica                        | 4    | 1  | 1  | 2  | 6  | 6   | 0   | details |
| Japan                          | 3    | 0  | 1  | 2  | 1  | 5   | –4  | details |
| Joegoslavië                    | 2    | 0  | 1  | 1  | 1  | 5   | –4  | details |
| Kameroen                       | 1    | 0  | 1  | 0  | 1  | 1   | 0   | details |
| Mexico                         | 12   | 1  | 2  | 9  | 5  | 20  | –15 | details |
| Noord-Korea                    | 1    | 0  | 0  | 1  | 1  | 2   | –1  | details |
| Panama                         | 9    | 4  | 1  | 4  | 15 | 14  | +1  | details |
| Paraguay                       | 66   | 15 | 17 | 34 | 67 | 129 | –62 | details |
| Peru                           | 46   | 14 | 12 | 20 | 46 | 68  | –22 | details |
| Polen                          | 2    | 0  | 0  | 2  | 1  | 3   | –2  | details |
| Portugal                       | 1    | 0  | 0  | 1  | 0  | 4   | –4  | details |
| Roemenië                       | 3    | 0  | 1  | 2  | 1  | 6   | –5  | details |
| Rusland                        | 1    | 0  | 0  | 1  | 1  | 2   | –1  | details |
| Saoedi-Arabië                  | 2    | 1  | 1  | 0  | 1  | 0   | +1  | details |
| Senegal                        | 1    | 0  | 0  | 1  | 1  | 2   | –1  | details |
| Slowakije                      | 2    | 1  | 0  | 1  | 2  | 1   | +1  | details |
| Spanje                         | 3    | 1  | 0  | 2  | 4  | 7   | –3  | details |
| Tsjecho-Slowakije              | 2    | 1  | 0  | 1  | 4  | 6   | –2  | details |
| Uruguay                        | 41   | 7  | 7  | 27 | 28 | 100 | –72 | details |
| Verenigde Staten               | 7    | 2  | 4  | 1  | 6  | 7   | –1  | details |
| Venezuela                      | 36   | 15 | 10 | 11 | 73 | 54  | +19 | details |
| Zuid-Afrika                    | 1    | 1  | 0  | 0  | 1  | 0   | +1  | details |
| Zuid-Korea                     | 1    | 0  | 1  | 0  | 0  | 0   | 0   | details |
| Zwitserland                    | 1    | 0  | 1  | 0  | 0  | 0   | 0   | details |

## Bekende spelers
FBF · A-internationals · Selecties · Bondscoaches · Statistieken · Boliviaans vrouwenelftal · Olympisch elftal · Bolivia U21 · Bolivia U20 · Bolivia U19 · Bolivia U18 · Bolivia U17
1926–1949 · 
1950–1959 · 
1960–1969 · 
1970–1979 · 
1980–1989 · 
1990–1999 · 
2000–2009 · 
2010–2019 ·
2020−2029
CC 1999
WK 1930 · 
WK 1950 · 
WK 1994
1926 · 
1927 · 
1927 · 1928 · 1929 · 
1930 · 
1931 · 1932 · 1933 · 1934 · 1935 · 1936 · 1937 · 
1938 · 
1939 · 1940 · 1941 · 1942 · 1943 · 1944 · 
1945 · 
1946 · 
1947 · 
1948 · 
1949 · 
1950 · 
1951 · 1952 · 
1953 · 
1954 · 1955 · 1956 · 
1957 · 
1958 · 
1959 · 
1960 · 
1961 · 
1962 · 
1963 · 
1964 · 
1965 · 
1966 · 
1967 · 
1968 · 
1969 · 
1970 · 
1971 · 
1972 · 
1973 · 
1974 · 
1975 · 
1976 · 
1977 · 
1978 · 
1979 · 
1980 · 
1981 · 
1982 · 
1983 · 
1984 · 
1985 · 
1986 · 
1987 · 
1988 · 
1989 · 
1990 · 
1991 · 
1992 · 
1993 · 
1994 · 
1995 · 
1996 · 
1997 · 
1998 · 
1999 · 
2000 · 
2001 · 
2002 · 
2003 · 
2004 · 
2005 · 
2006 · 
2007 · 
2008 · 
2009 · 
2010 ·
2011 · 
2012 · 
2013 · 
2014 · 
2015 · 
2016 ·
2017 ·
2018 ·
2019 ·
2020 ·
2021 ·
2022 ·
2023 ·
2024
Algerije ·
Andorra ·
Argentinië ·
Brazilië ·
Bulgarije · 
Chili ·
Colombia ·
Costa Rica ·
Cuba ·
Curaçao ·
DDR ·
Duitsland ·
Ecuador ·
Egypte ·
El Salvador ·
Finland ·
Frankrijk ·
Griekenland ·
Guatemala ·
Guyana ·
Haïti ·
Honduras ·
Hongarije ·
Ierland ·
IJsland ·
Irak ·
Iran ·
Jamaica ·
Japan ·
Joegoslavië ·
Kameroen ·
Letland ·
Mexico ·
Myanmar ·
Nicaragua ·
Noord-Korea ·
Oezbekistan ·
Panama ·
Paraguay ·
Peru ·
Polen ·
Portugal ·
Roemenië ·
Rusland ·
Saoedi-Arabië ·
Senegal ·
Servië ·
Slowakije ·
Spanje ·
Trinidad en Tobago ·
Tsjecho-Slowakije ·
Uruguay ·
Venezuela ·
Verenigde Arabische Emiraten ·
Verenigde Staten ·
Zuid-Afrika ·
Zuid-Korea ·
Zwitserland